# Los Ídolos Margen Izquierda
Los Ídolos Margen Izquierda är en ort i Mexiko.   Den ligger i kommunen Centla och delstaten Tabasco, i den sydöstra delen av landet, 700 km öster om huvudstaden Mexico City. Los Ídolos Margen Izquierda ligger 1 meter över havet och antalet invånare är 236.
Terrängen runt Los Ídolos Margen Izquierda är mycket platt. Havet är nära Los Ídolos Margen Izquierda åt sydost. Runt Los Ídolos Margen Izquierda är det ganska glesbefolkat, med 32 invånare per kvadratkilometer. Närmaste större samhälle är Buena Vista 1ra. Sección, 16,1 km sydväst om Los Ídolos Margen Izquierda. Trakten runt Los Ídolos Margen Izquierda består till största delen av jordbruksmark.